# NGC 4473

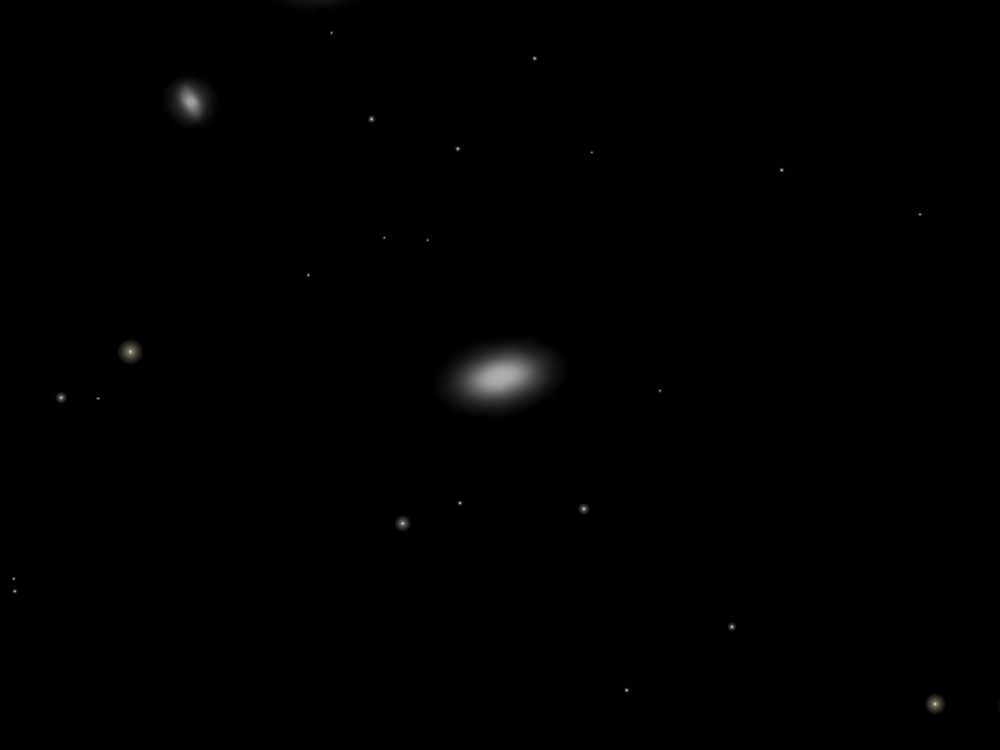
NGC 4473

NGC 4473 è una galassia ellittica nella costellazione della Chioma di Berenice.
Si trova nel mezzo dell'ammasso della Chioma di Berenice (lungo il confine col la Vergine), e fa parte del sottogruppo formato dalle galassie NGC 4459 e NGC 4477; diventa visibile anche con strumenti da 100-120mm di apertura, nei quali si presenta come una macchia chiara allungata in senso est-ovest. La sua forma ellittica non permette di scorgere ulteriori dettagli, neppure con strumenti superiori. Dista dalla Via Lattea circa 49 milioni di anni-luce.